# سترویینتسی
سترویینتسی (به صربی: Strojinci) یک منطقهٔ مسکونی در صربستان است که در بروس واقع شده‌است. سترویینتسی ۴۹۳ نفر جمعیت دارد.